# لا فرنس (کارولینای جنوبی)
لا فرنس (به انگلیسی: La France) یک منطقهٔ مسکونی در ایالات متحده آمریکا است که در شهرستان اندرسون، کارولینای جنوبی واقع شده‌است. لا فرنس ۲۳۱٫۹۶ متر بالاتر از سطح دریا واقع شده‌است.